# سورجونو
سورجونو، (بالإنجليزية: Sorgono)‏، (سردينيا: Sòrgono) هي بلدية في مقاطعة نوورو، في المنطقة الإيطالية سردينيا، وتقع على بعد حوالي 90 كيلومترا (56 ميل) إلى الشمال من كالياري وحوالي 35 كيلومترا (22 ميل) جنوب غرب نوورو. في 31 ديسمبر 2004، كان عدد سكانها 1927 وتبلغ مساحتها 56.2 كيلومتر مربع (21.7 ميل مربع). 

## السكان
في سنة 1861 بلغ عدد السكان 1٬594 نسمة، وتطور العدد ليصل في سنة 2011 لـ 1٬753 نسمة.
يظهر هذا المخطط البياني تطور النمو السكاني لـ سورجونو

## أعلام
- ماركو ساو